# Cyclisme au Festival olympique de la jeunesse européenne 2015
Navigation
2013 2017
Les épreuves de cyclisme sur route au Festival olympique de la jeunesse européenne 2015 ont lieu dans les rues de Tbilissi en Géorgie du 28 au 30 juillet 2015. Seuls les cyclistes nés en 1999 ou 2000 et ayant été sélectionnés au préalable par leur fédération nationale sont éligibles.

## Résultats

### Podiums masculin
| Compétitions     | Or              | Argent       | Bronze                    |
| ---------------- | --------------- | ------------ | ------------------------- |
| Course en ligne  | Til Steiger     | Matúš Štoček | Fred Wright               |
| Contre-la-montre | Julius Johansen | Til Steiger  | Florentin Lecamus-Lambert |

### Podiums féminin
| Compétitions     | Or                  | Argent                   | Bronze              |
| ---------------- | ------------------- | ------------------------ | ------------------- |
| Course en ligne  | Letizia Paternoster | Emma Norsgaard Jørgensen | Clara Copponi       |
| Contre-la-montre | Elena Pirrone       | Clara Copponi            | Louise Dolan Lauren |

### Tableau des médailles
| Rang  | Nation          | Or | Argent | Bronze | Total |
| ----- | --------------- | -- | ------ | ------ | ----- |
| 1     | Italie          | 2  | 0      | 0      | 2     |
| 2     | Danemark        | 1  | 1      | 0      | 2     |
| 2     | Suisse          | 1  | 1      | 0      | 2     |
| 4     | France          | 0  | 1      | 2      | 3     |
| 5     | Slovaquie       | 0  | 1      | 0      | 1     |
| 6     | Grande-Bretagne | 0  | 0      | 2      | 2     |
| Total | Total           | 4  | 4      | 4      | 12    |